# 1532 no Brasil
Esta é uma cronologia dos fatos acontecimentos de ano 1532 no Brasil.

## Eventos
- 22 de janeiro: São Vicente é fundada por Martim Afonso de Sousa e torna-se a primeira vila brasileira.
- 23 de janeiro: Acontece a primeira eleição no país para o conselho municipal de São Vicente (SP).[1]
- 28 de setembro: Carta de D. João III a Martim Afonso de Sousa informando a intenção de povoar a costa brasileira.